# Indigofera bancroftii
Indigofera bancroftii là một loài thực vật có hoa trong họ Đậu. Loài này được Peter G.Wilson miêu tả khoa học đầu tiên.